# Eucalyptus saligna
Eucalyptus saligna é uma espécie do gênero Eucalyptus, o E. saligna é originário da Austrália, principalmente do estado de New South Wales (NSW) e lá forma florestas de grande porte em associação com outras espécies florestais. É uma árvore de grande porte, atingindo facilmente mais de 50 m de altura e diâmetros acima de 1,2m. É muito semelhante ao E. grandis e forma híbridos com outras espécies de eucaliptos do mesmo Subgênero Symphyomyrtus com facilidade. Esta espécie é típica de clima quente e húmido e apresenta alto potencial de adaptação e crescimento.
No Brasil foi plantado em mais de 1 milhão de hectares desde os anos 1900 principalmente nos estados de SP, PR, SC, RS e MG. Hoje ainda é plantado puro ou através de híbridos clonados de altíssima produtividade, em SP e PR, sendo uma das principais espécies plantadas na expansão da eucaliptocultura na região sul do Brasil, devido a sua tolerância às geadas.
Esta espécie é muito usada para a produção de dormentes, moirões e celulose para a fabricação de papel.